# Aeroporto Internacional de Cruzeiro do Sul
Aeroporto Internacional de Cruzeiro do Sul - Marmud Cameli (IATA: CZS, ICAO: SBCZ) é um aeroporto internacional localizado no município de Cruzeiro do Sul, no Acre, sendo o aeroporto mais ocidental do Brasil. O aeroporto de Cruzeiro do Sul está situado a uma distância de 592 km, em linha reta, do aeroporto da capital. Serve, além de Cruzeiro do Sul, outras cidades da região do alto vale do rio Juruá, como Rodrigues Alves e Mâncio Lima, no Acre, e Guajará, no Amazonas. É apto a operar voos regionais, nacionais e internacionais e tem capacidade para receber aviões até de médio porte, como o Boeing 737.
Devido a constantes problemas de infrestrutura na BR-364 no trecho que liga Cruzeiro do Sul à capital do Acre, Rio Branco, principalmente em épocas de chuva, a ponte aérea torna-se a ligação mais rápida e confortável entre as cidades do oeste do estado com a capital. Porém, a falta concorrência de operadoras aéras e a demanda represada entre o interior e a capital elevam os valores das passagens aéreas praticadas no trecho .

## História
Foi inaugurado em 28 de outubro de 1970, mas só foi aberto ao tráfego público em 1976. Administrado pela prefeitura de Cruzeiro do Sul até 31 de março de 1980, passou então para a jurisdição da Infraero.
Em 1994, foi reformada a pista de pousos e decolagens. Em 2008, sofreu uma pequena reforma em sua pista, ganhando um sistema de drenagem.
Em 2009, foi inaugurado o novo terminal de passageiros, com projeto arquitetônico da CASACINCO, que valoriza a cultura amazônica, lembrando uma habitação indígena. Com a reforma, o aeroporto ganhou um salão de eventos e exposições de 250 m², com estacionamento para 90 veículos. A capacidade do terminal de passageiros foi ampliada para 300.000 passageiros por ano, visando o aumento no movimento para os próximos 20 anos.
Em 2018, foi promulgada a lei federal que alterou a denominação do aeroporto em homenagem ao empresário Marmud Ferreira Cameli, natural de Cruzeiro do Sul, no Acre, passando a ser denominado oficialmente como "Aeroporto Internacional de Cruzeiro do Sul/AC - Marmud Cameli".
Em 2021, a Vinci Airports ganha a concessão, realizada pelo governo federal, para administração dos aeroportos de Rio Branco e Cruzeiro do Sul, com duração de 30 anos do contrato.
O governo do estado do Acre tem discutido o recebimento de voo internaicionais no aeroporto de Cruzeiro do Sul e Rio Branco, visando ampliar a integração comercial aérea, especialmente, entre o estado e o Peru.

## Reforma
É um dos 4 aeroportos do estado do Acre incluídos no PDAR – Plano de Desenvolvimento da Aviação Regional, do Governo Federal, criado em 2012.[carece de fontes?]

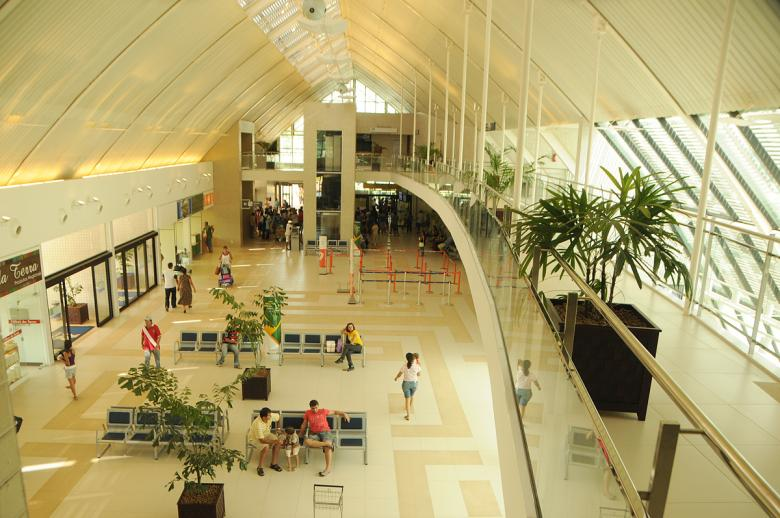
Saguão do Aeroporto de Cruzeiro do Sul

## Dados
Até agosto de 2010 foi o 10º Aeroporto mais movimentado da  região Norte, e o 47º aeroporto mais movimentado do Brasil.

### Movimento Anual de Passageiros[13]
| Ano  | Mov. Anual de Passageiros | Comparação ao ano anterior % |
| ---- | ------------------------- | ---------------------------- |
| 2000 | 40.258                    |                              |
| 2001 | 39.902                    | -0,9%                        |
| 2002 | 39.542                    | -0,9%                        |
| 2003 | 32.928                    | -16,7%                       |
| 2004 | 35.695                    | 8,4%                         |
| 2005 | 52.230                    | 46,3%                        |
| 2006 | 60.518                    | 15,9%                        |
| 2007 | 71.144                    | 17,6%                        |
| 2008 | 73.826                    | 3,8%                         |
| 2009 | 87.162                    | 18,1%                        |
| 2010 | 99.548                    | 14,2%                        |
| 2011 | 101.457                   | 1,9%                         |
| 2012 | 53.246                    | -47,5%                       |
| 2013 | 54.553                    | 2,5%                         |
| 2014 | 56.492                    | 3,6%                         |
| 2015 | 64.393                    | 14,0%                        |
| 2016 | 64.081                    | -0,5%                        |
| 2017 | 79.336                    | 23,8%                        |
| 2018 | 70.923                    | -10,6%                       |
| 2019 | 59.727                    | -15,8%                       |
| 2020 | 19.694                    | -67,0%                       |
| 2021 | 37.804                    | 92,0%                        |
| 2022 | 41.101                    | 8,7%                         |
| 2023 | 40.378                    | -1,8%                        |

### Movimento Mensal de 2010
| Mês       | Aeronaves Domésticas | Aeronaves Internacionais | Total de Aeronaves | Passageiros Domésticos | Passageiros Internacionais | Total de Passageiros |
| --------- | -------------------- | ------------------------ | ------------------ | ---------------------- | -------------------------- | -------------------- |
| Janeiro   | 420                  | 2                        | 422                | 9.635                  | 2                          | 9.637                |
| Fevereiro | 397                  | 0                        | 397                | 9.716                  | 0                          | 9.716                |
| Março     | 509                  | 0                        | 509                | 8.730                  | 0                          | 8.730                |
| Abril     | 520                  | 1                        | '521               | 5.302                  | 1                          | 5.303                |
| Maio      | 568                  | 9                        | 577                | 11.175                 | 117                        | 11.292               |
| Junho     | 565                  | 7                        | 572                | 9.219                  | 0                          | 9.219                |
| Julho     | 547                  | 6                        | 535                | 9.987                  | 25                         | 10.003               |
| Agosto    | 657                  | 1                        | 658                | 9.426                  | 0                          | 11.426               |
| TOTAL     | 4.183                | 26                       | 4.209              | 75.181                 | 145                        | 75.326               |

### Características
- Sítio Aeroportuário: 15.712.860,00 m²
- Pátio das Aeronaves: 22.500 m²
- Latitude: 7º35'57s
- Longitude: 72º46'8w
- Terminal de passageiros: 3.000 m²
- Piso: ASPH
- Sinalização: S
- Estacionamento de aeronaves de grande porte: 3 posições principais
- Serviço de combustível: AVGAS e QAV-1
- Operações de pouso e decolagens: VFR (visuais) e IFR (por instrumentos), baseados em VOR e NDB
- Estacionamento para véiculos com 213 Vagas
- Companhias Aéreas: Gol